# Tom Tom Club
Tom Tom Club ist eine US-amerikanische New-Wave-Band und das Nebenprojekt der früheren Talking-Heads-Mitglieder Tina Weymouth (Gesang, Bass) und Chris Frantz (Schlagzeug, Gesang). Das Ehepaar ist seit 1981 die einzige Konstante in der wechselnden Besetzung der Band.

## Bandgeschichte
Als die Talking Heads nach ihrem Album Remain in Light 1980 eine Pause einlegten, gründete das Ehepaar Tina Weymouth und Chris Frantz das Projekt Tom Tom Club. Benannt hatten sie sich nach einem Club auf den Bahamas. Dorthin hatten sie sich zurückgezogen, um ihr gleichnamiges Debütalbum mit einer Mischung aus New Wave mit Dancerhythmen und dem Gesang und Sprechgesang von Weymouth in Barbados mit Unterstützung von Tinas Schwestern Laura und Lani und weiteren Musikern aufzunehmen. Vorab hatten sie im Juli 1981 mit der Veröffentlichung von Wordy Rappinghood einen Top-10-Hit in England. In Belgien kam das Lied sogar auf Platz 1, in den Niederlanden auf Platz 2. Das Album und auch die zweite Single Genius of Love verpassten im Herbst desselben Jahres zwar die UK Top 40, über Importe kam das Lied jedoch in die USA und verkaufte dort bereits vor der offiziellen Veröffentlichung über 100.000 Exemplare. Nach Erscheinen wurde Genius of Love ein Nummer-eins-Dancehit in den Staaten und kam in den R&B-Charts des Landes auf Platz 2. Zum Erfolg trug auch das Video bei, ein Cartoon-Video im selben Stil wie das Albumcover, beides gestaltet vom Pop-Art-Künstler James Rizzi. In der Anfangszeit des neu gegründeten Musiksenders MTV war es als erster animierter Videoclip sehr beliebt und wurde auch mit einem MTV-Award ausgezeichnet.
Grandmaster Flash verwendete den markanten funkigen Rhythm Track des Lieds ein Jahr später in seinem Stück It’s Nasty (Genius of Love), das ebenfalls in den R&B-Charts erfolgreich war. Der Track gehört zu den meistgesampelten Melodien des Hip-Hop und wurde bislang in mehreren Dutzend Songs verwendet. Auch im Nummer-eins-Hit Fantasy von Mariah Carey aus dem Jahr 1995 wurde es prominent eingesetzt.
Ein weiterer Hit aus dem Debütalbum war eine Reggae-Coverversion des Drifters-Klassikers Under the Boardwalk, das in verschiedenen Ländern Top-10-Platzierungen erreichte, darunter Platz 6 in Österreich. Das Album selbst erreichte keine Topplatzierungen, wurde in den USA aber trotzdem über eine halbe Million Mal verkauft und mit Gold ausgezeichnet.
Noch bevor die Talking Heads wieder zusammenkamen, produzierte der Tom Tom Club ein Nachfolgealbum mit dem Titel Close to the Bone im selben Stil wie das Debüt. In den USA und einigen anderen Ländern war es recht erfolgreich, aber ähnliche Hits wie das erste Album enthielt es nicht. Immerhin wurde The Man with the 4-Way Hips noch ein kleinerer Charterfolg und kam auf Platz 4 in den US-Dance-Charts.
Danach begann die große Erfolgszeit der Talking Heads und das Projekt lag mehrere Jahre auf Eis. Erst nach dem – wie sich später herausstellte – letzten gemeinsamen Album Naked fanden Weymouth und Frantz wieder Zeit für ihr Nebenprojekt. 1989 erschien das dritte Album Boom Boom Chi Boom Boom, das zumindest in England und den USA noch einmal ein paar kleinere Erfolge brachte. Das Album und die Single Don’t Say No landeten auf hinteren Chartplätzen. Der Song Suboceanea erreichte in den US-Dance-Charts erneut Platz 4 und platzierte sich außerdem in den Top 10 der Rock-Charts. Nach dem endgültigen Ende der Talking Heads 1991 wurde der Tom Tom Club zum Hauptprojekt von Frantz und Weymouth, und ein Jahr später erschien das vierte Album Dark Sneak Love Action, das bis auf den Song Sunshine and Ecstacy aber wenig Beachtung fand.
Daraufhin wandten sich Frantz und Weymouth anderen Projekten zu; sie gingen musikalisch getrennte Wege, waren aber auch bei einer Talking-Heads-Reunion wieder gemeinsam dabei. Daraufhin nahmen sie 2000 noch einmal ein gemeinsames Album mit dem Titel The Good, the Bad, and the Funky auf und veröffentlichten zwei Jahre später ein Live-Doppelalbum. Danach lag das Projekt erneut lange auf Eis, bevor 2012 noch einmal eine EP mit fünf neuen Stücken unter dem Titel Downtown Rockers erschien.

## Diskografie

### Alben
| Jahr | Titel                   | Höchstplatzierung, Gesamtwochen, AuszeichnungChartplatzierungen (Jahr, Titel, Platzierungen, Wochen, Auszeichnungen, Anmerkungen) | Höchstplatzierung, Gesamtwochen, AuszeichnungChartplatzierungen (Jahr, Titel, Platzierungen, Wochen, Auszeichnungen, Anmerkungen) | Höchstplatzierung, Gesamtwochen, AuszeichnungChartplatzierungen (Jahr, Titel, Platzierungen, Wochen, Auszeichnungen, Anmerkungen) | Anmerkungen |
| Jahr | Titel                   | AT | UK | US | Anmerkungen |
| ---- | ----------------------- | --- | --- | --- | ----------- |
| 1981 | Tom Tom Club            | — | UK78 (1 Wo.)UK | US23 Platin · (33 Wo.)US |             |
| 1983 | Close to the Bone       | — | — | US73 (13 Wo.)US |             |
| 1988 | Boom Boom Chi Boom Boom | — | — | US114 (11 Wo.)US |             |

Weitere Alben
- 1992: Dark Sneak Love Action
- 2000: The Good, the Bad, and the Funky
- 2002: Live @ the Clubhouse
- 2010: Genius of Live
- 2012: Downtown Rockers (EP)

### Singles
| Jahr | Titel Album                   | Höchstplatzierung, Gesamtwochen, AuszeichnungChartplatzierungen (Jahr, Titel, Album, Platzierungen, Wochen, Auszeichnungen, Anmerkungen) | Höchstplatzierung, Gesamtwochen, AuszeichnungChartplatzierungen (Jahr, Titel, Album, Platzierungen, Wochen, Auszeichnungen, Anmerkungen) | Höchstplatzierung, Gesamtwochen, AuszeichnungChartplatzierungen (Jahr, Titel, Album, Platzierungen, Wochen, Auszeichnungen, Anmerkungen) | Anmerkungen |
| Jahr | Titel Album                   | AT | UK | US | Anmerkungen |
| ---- | ----------------------------- | --- | --- | --- | ----------- |
| 1981 | Wordy Rappinghood –           | — | UK7 (9 Wo.)UK | — |             |
| 1981 | Genius of Love –              | — | UK65 (2 Wo.)UK | US31 (17 Wo.)US |             |
| 1982 | Under the Boardwalk –         | AT6 (6 Wo.)AT | UK22 (9 Wo.)UK | — |             |
| 1983 | The Man with the 4-Way Hips – | — | UK82 (3 Wo.)UK | — |             |
| 1988 | Don’t Say No –                | — | UK79 (2 Wo.)UK | — |             |

Weitere Singles
- 1982: Rappa Rappa Rhythm
- 1983: The Man with the 4 Way Hips
- 1983: Pleasure of Love
- 1988: Don’t Say No
- 1989: Suboceana (Boom Boom Chi Boom Boom)
- 1989: Call of the Wild
- 1992: You Sexy Thing (Original: Hot Chocolate)
- 1992: Sunshine and Ecstasy
- 2000: Love to Love You Baby (Original: Donna Summer)
- 2000: Happiness Can’t Buy Money
- 2007: Mistletunes
- 2012: Downtown Rockers